# Аулопови
Аулоповите (Aulopidae) са семейство лъчеперки от разред вретенови (Aulopiformes).

## Описание
Представителите на това семейство по външен вид приличат на рибите гущер (Synodontidae). Тялото им достига на дължина от 20 до 60 cm, има продълговата форма и е покрито с кръгли люспи. Имат голяма глава, големи очи и дълбоко разделена уста.
Притежават големи гръбни перки, като първия лъч е значително удължен. Коремната и аналната перка са също големи.
Те са дънни риби, живеещи на дълбочина около 1000 m.

## Разпространение
Аулоповите риби са разпространени в повечето тропически и субтропически води на Атлантическия океан, Тихия океан и Средиземно море.